# Ignaz Hirsch

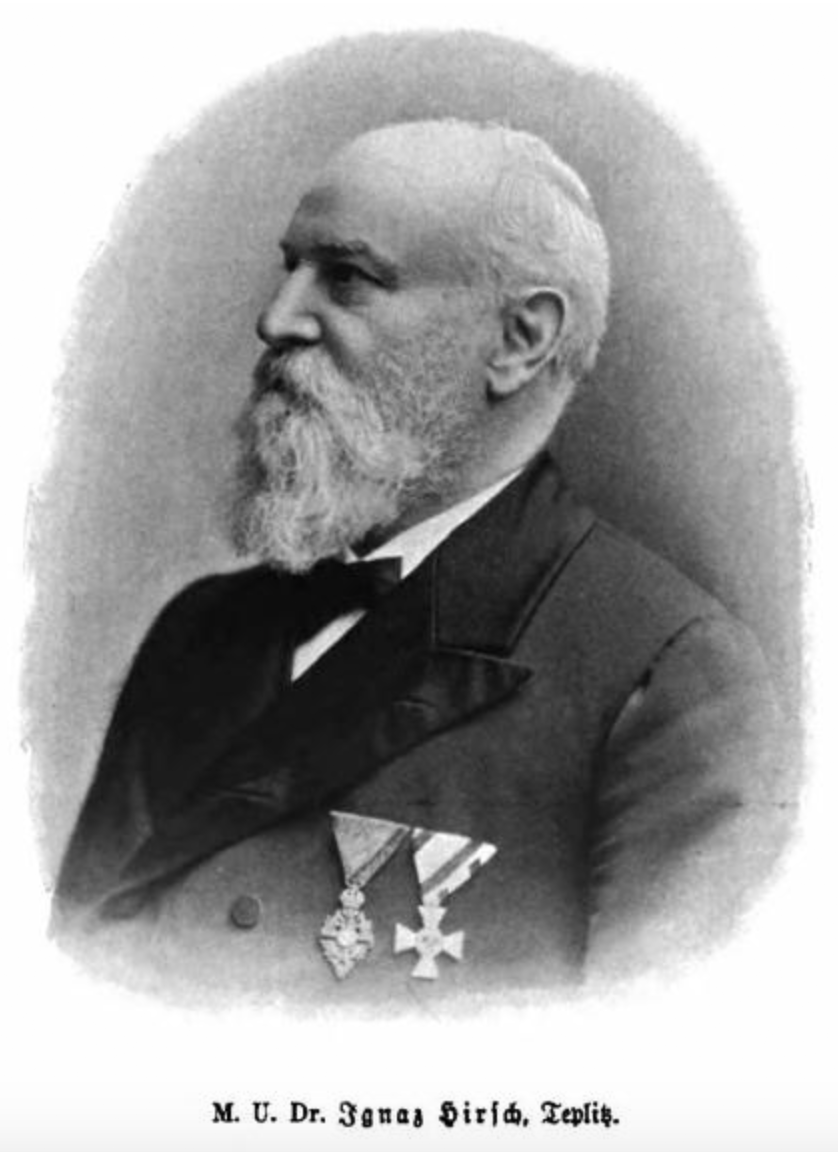
Ignaz Hirsch

Ignaz Hirsch (* 21. Dezember 1834 in Weitentrebetitsch als Isak Hirsch; † 10. August 1908 in Teplitz-Schönau) war ein österreichischer Mediziner und Königlich Preußischer Geheimer Sanitätsrat.

## Leben
Hirsch wurde 1834 in Weitentrebetitsch als zweites Kind des Moses Hirsch und der Esther Löbl geboren. Er besuchte das Gymnasium in Brüx und Saaz, wurde anschließend Student an der Universität Wien und promovierte zum Dr. med. 1862 ließ er sich als praktischer und Badearzt in Teplitz nieder. 1870 erhielt er den Posten als Primararzt im israelitischen Badehospital. Er verfasste mehrere Schriften über die böhmischen Bäder und die kurierende Wirkung der Heilbäder auf Hautkrankheiten. Für seine Verdienste wurde Hirsch das Ehrenbürgerrecht der Stadt Teplitz-Schönau verliehen.
Seit 1880 gehörte Hirsch dem Teplitzer Stadtrat an und war über mehrere Jahre Mitglied der Bezirksvertretung und der Gesundheits-Kommission. Er starb 1908 in Teplitz.

## Auszeichnungen
- 1878: Kgl. Preußischer Sanitätsrat
- 1883: der preußische Rote Adlerorden IV. Klasse
- 1896: Kgl. Preußischer Geheimer Sanitätsrat
- 1898: das Ritterkreuz des Franz-Joseph-Orden
- 1903: Kgl. Preußischer Kronenorden
- Ehrenbürgerrecht der Stadt Teplitz-Schönau

## Veröffentlichungen
- 1873: Teplitz-Schönau, sein Einfluss bei Hautkrankheiten und späteren Formen der Syphilis.
- 1892: Broschüre über die Diphtheritis